# السودة (أرحب)

تعديل مصدري - تعديل

السودة هي إحدى قرى عزلة عيال عبد الله بمديرية أرحب التابعة لمحافظة صنعاء، بلغ تعداد سكانها 242 نسمة حسب تعداد اليمن لعام 2004.